# Litultovice (przystanek kolejowy)
Litultovice – przystanek kolejowy w Litultovicach, w kraju morawsko-śląskim, w Czechach. Znajduje się na wysokości 320 m n.p.m. i leży na linii kolejowej nr 314.